# Raceland (Kentucky)
Raceland – miasto w Stanach Zjednoczonych, w stanie Kentucky, w hrabstwie Greenup.